# Suyá
El suyá o kĩsêdjê (Kĩsêdjê kapẽrẽ [kĩˈsedʒe kaˈpẽɺẽ]) és una llengua ameríndia del grup septentrional de la família gê (llengües macro-gê) parlada al Mato Grosso, Brasil. Està estretament relacionada amb el tapayúna; junts, formen la branca tapajós del gê septentrional.:7
El kĩsêdjê està estretament relacionat amb el tapayúna;:10–2 que tenen un passat comú al riu Tapajós, compartit per kĩsêdjê i tapayúna, que encara és part de la seva història oral.:9 Les diferències fonològiques entre les llengües inclouen els reflexos de del Proto-gê septentrional *m/*mb, *mr/*mbr, *c (en so inicial), *ñ (en coda), i *b (en síl·labes tòniques). En Kĩsêdjê, aquestes consonants es reflecteixen com a m/mb, mr/mbr, s, n, and p, respectivament, mentre que en tapayúna té w ([w̃]), nr ([ɾ̃]), t ([t̪]), j ([j]), i w ([w]) en les mateixes paraules.:85:10–2

## Fonologia

### Consonants
El kĩsêdjê preservava les consonants del Proto-Tapajós gairebé intactes, a excepció del fenomen fonètic *t̪ʰ > s.:560

#### So inicial
A la taula següent es detallen alguns dels possibles sons inicials del kĩsêdjê;:126 a més, la majoria es poden combinar amb /w/ o /ɲ/ (en paraules l'etima del qual Proto-gê septentrional conté un de *wa, *wə̂ o *je, que s'analitzen com a nuclis complexos). Les nasals subjacents adquireixen una fase oral anterior a un nucli oral.:127–8
|                           | labial            | labial + ròtic         | dental/(post)alveolar | palatal                 | velar           | velar + ròtic       | glotal             | glotal + ròtic |
| ------------------------- | ----------------- | ---------------------- | --------------------- | ----------------------- | --------------- | ------------------- | ------------------ | -------------- |
| oclusives sordes          | p /p/ [p]         |                        | t /t/ [t̪]             |                         | k /k/ [k]       |                     |                    |                |
| oclusives aspirades       |                   |                        | th /tʰ/ [t̠ʰ]          |                         | kh /kʰ/ [kʰ]    | khr /kʰɺ/ [kʰɹ]     |                    |                |
| fricatives                |                   |                        | s /s/ [s]             |                         |                 |                     | h(w) /h(w)/ [h(w)] | hr /hɺ/ [hɺ]   |
| oclusives prenasalitzades |                   |                        | nt /ⁿt/ [nt̪]          |                         |                 |                     |                    |                |
| oclusives nasals          | m/mb /m/ [m]/[mb] | mr/mbr /mɺ/ [mɺ̃]/[mbɺ] | n/nd /n/ [n]/[nd]     | nh/j /ɲ/ [ɲ]/[nj] ~ [j] | ng /ŋ/ [ŋ]/[ŋg] | ngr /ŋɺ/ [ŋɹ̃]/[ŋgɹ] |                    |                |
| sonorants                 | w /w/ [w]         |                        | r /ɺ/ [ɺ]             |                         |                 |                     |                    |                |

### Vocals
A continuació es mostra l'inventari de vocals kĩsêdjê (la representació ortogràfica es dona en cursiva; els caràcters de les barres representen els valors de l'IPA de cada vocal).:125 Nonato (2014) informa que no hi ha variació al·lofònica.:127 Per convenció, la tilde, que forma part dels grafemes que denoten vocals nasals, es deixa fora a l'ortografia seguint <m>, <n>, i <nh> (però no <ng>), com a <mo> [mɔ̃] ‘anar (plural)’. A més, les vocals /ɘ̃/ i /ã/ o es diferencien a l’ortografia (ambdues s’escriuen com <ã>).:130–1
| Oral  | Oral  | Oral  |       | Nasal | Nasal | Nasal |
| ----- | ----- | ----- | ----- | ----- | ----- | ----- |
| i /i/ | y /ɨ/ | u /u/ | ĩ /ĩ/ | ỹ /ɨ̃/ | ũ /ũ/ |       |
| ê /e/ | â /ɘ/ | ô /o/ | ẽ /ẽ/ | ã /ɘ̃/ | õ /õ/ |       |
| e /ɛ/ | á /ɜ/ | o /ɔ/ |       |       |       |       |
|       | a /a/ |       |       | ã /ã/ |       |       |

#### Vocal sinharmònica
El kĩsêdjê té un fenomen pel qual una [vocal sinharmònica s’insereix obligatòriament en paraules finals d’enunciats la forma subjacent de les quals acaba en consonant;:128–30 d'aquesta manera, tots els enunciats acaben en vocals en superfície a Kĩsêdjê. L'epentesi vocàlica sol causar lenitis a la coda subjacent. Les alternances resultants es representen ortogràficament, com a thep [ˈt̠ʰɛp̚] / thewe [ˈt̠ʰɛwɛ] ‘peix’, wit [ˈwit̚] / wiri [ˈwiɾi] ‘només’, ngrôt [ˈŋgɹot̚] / ngrôrô [ˈŋgɹoɾo] ‘les Pleiades’, khẽn [ˈkʰɛ̃n̚] / khẽne [ˈkʰɛ̃nɛ̃] ‘pedra’, hwysysôm [hʷɨsɨˈsom̚] / hwysysômy [hʷɨsɨˈsomɨ] ‘mosquit’. En les paraules que acaben en una coda subjacent ròtica], les vocals sinharmòniques s'insereixen independentment de si la paraula es troba en la posició final de pronunciació, com a ngõrõ [ˈŋɔ̃ɺɔ̃] 'dormir' (formes com *[ˈŋɔ̃ɺ] no estan atestades).:128–30

## Morfologia
Com a la resta de llengües gê septentrionals, els verbs flexionen per finitud i, per tant, tenen una oposició bàsica entre una forma finita (també forma B i forma principal) i una forma no finita (també forma A i forma incrustada). Les formes finites s’utilitzen només en les clàusules matricials, mentre que les formes no finites s’utilitzen en tot tipus de clàusules subordinades:140 així com en algunes clàusules matricials. Les formes no finites sovint es formen mitjançant sufixació i/o substitució de prefixos. Alguns verbs (inclosos tots els descriptius a excepció de katho 'deixar', la forma no finita dels quals és kathoro) no tenen una distinció de finitud manifesta.